# I spy i spy
《i spy i spy(일본어: アイ スパイ アイ スパイ)》는 슈퍼플라이과 제트의 협력에 의한, Superfly×JET 명의된다 슈퍼플라이의 3번째 CD 싱글이다. 2007년 11월 28일에 발매되었다.

## 곡 목록
1. i spy i spy
2. i spy i spy Instrumental